# Bobertalsperre
Die Bobertalsperre (poln. Jezioro Pilchowickie), nach dem nahen Ort Pilchowice (Mauer) auch Bobertalsperre Mauer, Talsperre Mauer oder Mauertalsperre genannt, wurde von 1902–1904 bis 1911–1912 am Bober zum Zwecke des Hochwasserschutzes und der Stromerzeugung gebaut.
Sie liegt nordwestlich von Hirschberg (Jelenia Góra) im heute polnischen Teil des Riesengebirges  in Schlesien.
Der Fluss Bober bildet durch das Bauwerk einen Stausee von etwa 4 km Länge. Die nächstgelegenen Orte sind Pilchowice (Mauer) und Wrzeszczyn (Boberullersdorf). Die Talsperre befindet sich auf dem Gebiet der Gemeinden Wleń (Lähn) und Jeżów Sudecki (Grunau).

## Wasserkraftwerk
Die Francis-Turbinen wurden von Voith aus Heidenheim geliefert und die Generatoren von Siemens-Schuckert und der AEG.
Das Kraftwerk wurde in den 1920er Jahren über Hochspannungsleitungen von 10, 30 bzw. 40 kV mit den Queis-Talsperren Marklissa und Goldentraum sowie der Weistritz-Talsperre bei Breitenhain verbunden, so dass erstmals ein regionales Verbundnetz in Niederschlesien entstand. Die auf Stahlgittermasten verlegten Stromleitungen existieren zum Großteil noch heute.
Das Kraftwerk wird von der Fa. Tauron Ekoenergia sp. z o. o. betrieben.
Im Jahre 2014 wurden die Turbinen und Generatoren erneuert. Die 6 hydraulisch gesteuerten Francis-Turbinen stammen von der Firma ZRE Gdańsk S.A., Nr. 5 ist teilweise Voith. Die Turbinen Nr. 1 bis 4 haben eine installierte Leitung von je 2,26 Megawatt (MW), Nr. 5 hat 3 MW und Nr. 6 1,2 MW. Die Generatoren Nr. 1 bis 4 sowie Nr. 6 stammen von der Firma DFME Sp. z o.o., Nr. 5 stammt von AEG.
Mit den sechs Turbinen werden rund 20 Mio. kWh Elektroenergie im Jahr erzeugt. Laut Informationen auf der Schautafel an der Staumauer beträgt die Nennleistung insgesamt 7585 kW.

## Die Staumauer
Die Staumauer der Bobertalsperre war bei ihrer Fertigstellung die größte Talsperre Europas. Sie übertraf in Höhe und Speicherraum die kurz zuvor gebaute Urfttalsperre in der Eifel. Sie ist als gekrümmte Gewichtsstaumauer nach dem Intzeprinzip ausgeführt. Das Baumaterial ist Bruchsteinmauerwerk und der Baugrund besteht aus Gneis.
Die Bobertalsperre wurde von der Bauunternehmung B. Liebold & Co. AG (Holzminden/Berlin) unter der Leitung von Oberingenieur Albert Cucchiero erbaut. Die Baukosten betrugen 5,7 Millionen Mark für die Talsperre und 2 Millionen Mark für das Kraftwerk mit dem Leitungsnetz.

## Eisenbahnbrücke Bobertalsperre
Über eine „Bucht“ am Ostufer der Talsperre verläuft die Bahnstrecke Jelenia Góra–Żagań.

## Bildergalerie

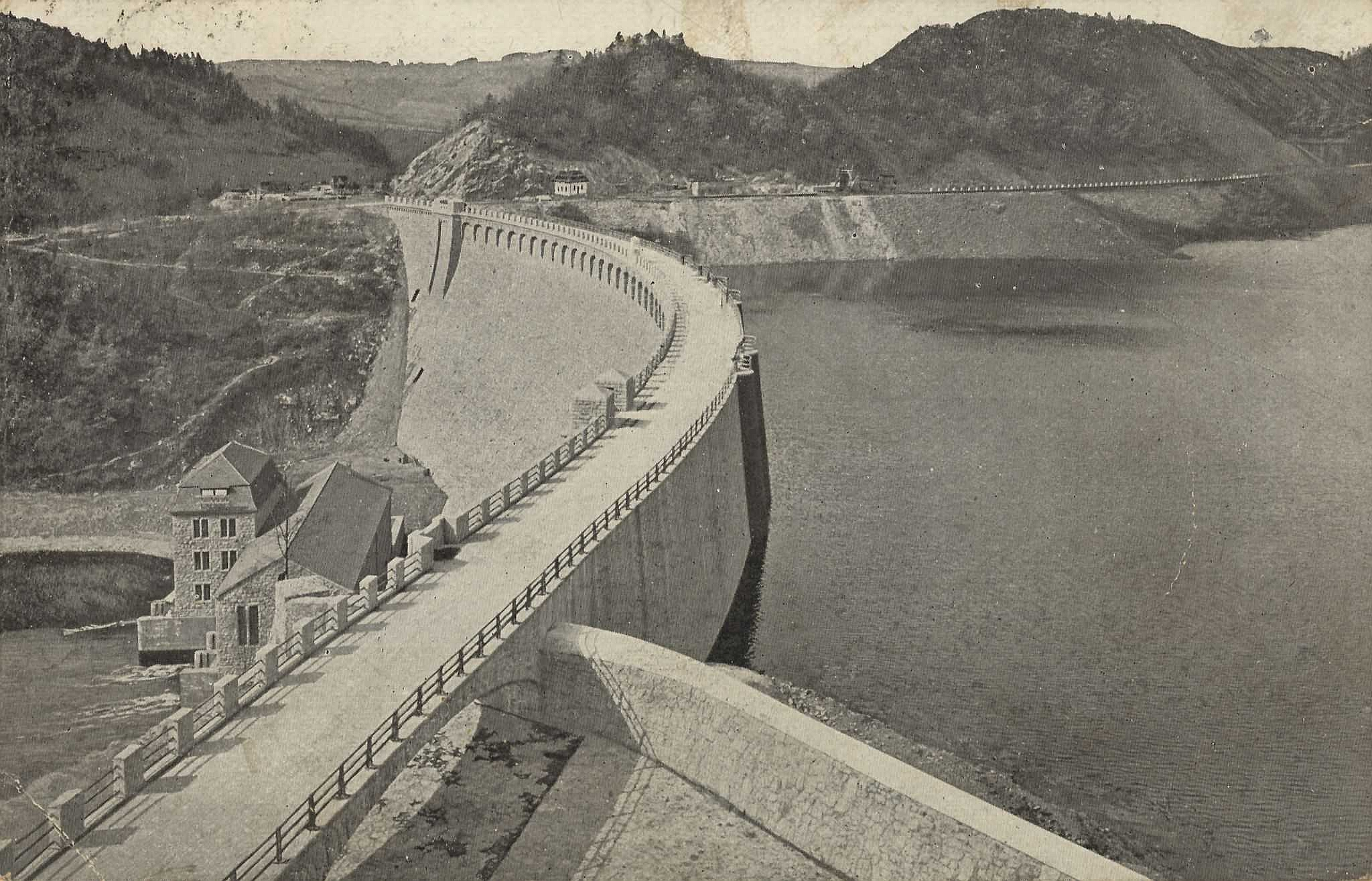
Staumauer der Bobertalsperre 1925
Kraftwerk Bobertalsperre
Staumauer am Überlauf Bobertalsperre
Staumauer Wasserseite Bobertalsperre
Transformatorenhaus Bobertalsperre
Talablauf Bobertalsperre
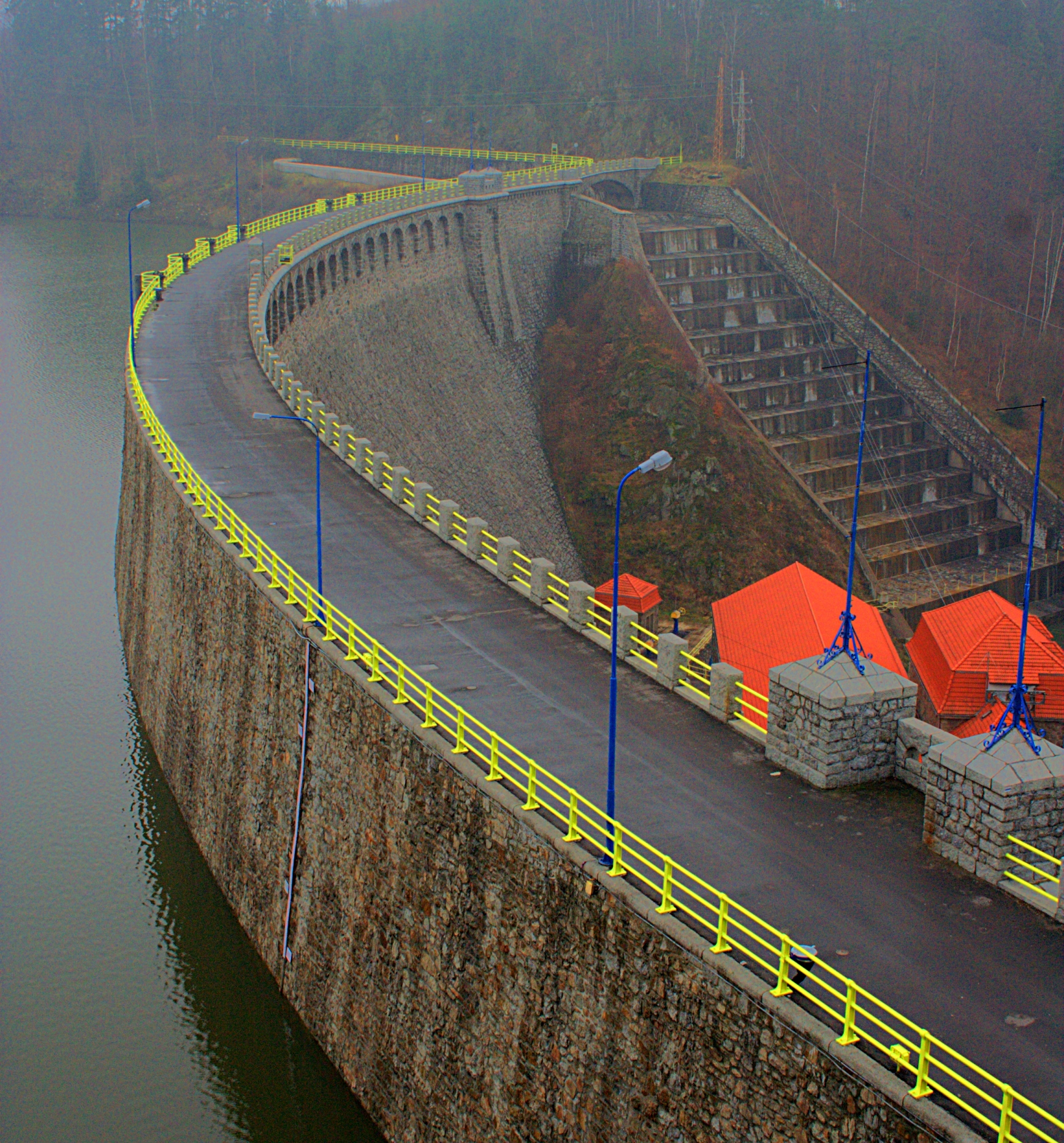
Mauerkrone im Winter